# Associazione Sportiva Gubbio 1910 2013-2014
Questa voce raccoglie le informazioni riguardanti l'Associazione Sportiva Gubbio nelle competizioni ufficiali della stagione calcistica 2013-2014.

## Stagione
Il 30 maggio 2013 il Gubbio stipulò un accordo biennale di affiliazione con la società del Parma, che previde il prestito di giovani giocatori emiliani in Umbria, e il contemporaneo utilizzo del vivaio eugubino come secondo vivaio della società parmigiana; questo progetto fu il primo a essere stipulato in Italia, e previde così che il Gubbio diventi la squadra satellite del Parma, con benefici per entrambe le squadre. Il Gubbio disputò per la nona volta nella sua centenaria storia un campionato del terzo livello del campionato italiano, dopo quello dell'anno precedente, che corrisponde anche al ventottesimo in un campionato professionistico e al quarantanovesimo in un campionato interregionale. Il Gubbio in questa stagione, continua a essere la seconda squadra umbra, solo dopo la Ternana, che partecipa consecutivamente da più anni a campionati professionistici. Inoltre è la prima volta che disputa un campionato prefessionistico a 17 squadre con 3 punti per vittoria. Disputò inoltre per la settima volta la Coppa Italia (dopo quella dell'anno precedente) uscendo al secondo turno, ma ottenendo la prima vittoria in casa senza dover ricorrere ai tempi supplementari o ai calci di rigore, e anche il maggior scarto di gol positivo in una partita della competizione. Una volta eliminato dalla Coppa Italia, il Gubbio ebbe accesso di diritto alla Coppa Italia Lega Pro (la ventesima nella storia dopo quella dell'anno precedente), nella quale uscì al primo turno. Con questa partecipazione il Gubbio continua a essere la seconda squadra umbra con più partecipazioni dopo la Ternana.

## Divise e sponsor
Il fornitore ufficiale di materiale tecnico fu Givova, mentre lo sponsor ufficiale fu Colacem. Il Gubbio in questa stagione utilizzò per le partite casalinghe completini da gioco costituiti da magliette divise (rispetto a chi le indossa) di colore rosso a destra e blu a sinistra, con tutto il retro speculare, calzoncini blu, e calzettoni blu. Per le partite in trasferta utilizzò completini interamente bianchi, con una banda verticale rossa e blu, e con le bordature delle maniche rosse a destra e blu a sinistra.
| Casa | Trasferta |

## Organigramma societario
Area direttiva
- Presidente: Marco Fioriti
- Vice presidenti: Sauro Notari, Rodolfo Mencarelli ed Ezio Urbani
- Direttore generale: Giuseppe Pannacci

Area organizzativa
- Segretario generale e sportivo: Antonio Cecchetti
- Team manager: Luciano Ramacci

Area comunicazione
- Responsabile amministrazione e finanza: Fabio Cecchetti

Area marketing
- Responsabile marketing: Leonardo Ceccarelli

Area tecnica
- Direttore sportivo: Stefano Giammarioli
- Allenatore: Cristian Bucchi, dal 15 gennaio Giorgio Roselli
- Allenatore in seconda: Mirko Savini, dal 15 gennaio Massimo Roscini
- Collaboratore tecnico: Antonio Rizzolo
- Coordinatore tecnico: Alessandro Sandreani
- Preparatori atletici: Michele Cibotti e Michele Barilari
- Preparatore dei portieri: Massimo Prete

Area sanitaria
- Responsabile: Giuliano Brunetti
- Medici sociali: Mario Ceccarelli e Pierluigi Piergentili
- Massaggiatori: Fabrizio Gambini e Gino Minelli
- Fisioterapisti: Loris Camoni e Andrea Rosetti

## Rosa
| N. |                   | Ruolo | Calciatore                          |
| -- | ----------------- | ----- | ----------------------------------- |
|    | Italia (bandiera) | P     | Ivan Cacchioli                      |
|    | Italia (bandiera) | P     | Alessandro Gozzi                    |
|    | Italia (bandiera) | P     | Matteo Pisseri                      |
|    | Italia (bandiera) | P     | Giovanni Ranieri                    |
|    | Italia (bandiera) | D     | Giovanni Bartolucci (vice capitano) |
|    | Italia (bandiera) | D     | Nazzareno Belfasti                  |
|    | Italia (bandiera) | D     | Marco Briganti                      |
|    | Italia (bandiera) | D     | Gian Marco Ferrari                  |
|    | Italia (bandiera) | D     | Salvatore Gelli                     |
|    | Italia (bandiera) | D     | Andrea Giallombardo                 |
|    | Italia (bandiera) | D     | Giuliano Laezza                     |
|    | Italia (bandiera) | D     | Luca Procacci                       |
|    | Italia (bandiera) | D     | Alessandro Radi                     |
|    | Italia (bandiera) | D     | Umberto Semeraro                    |
|    | Italia (bandiera) | D     | Angelo Tartaglia                    |
|    | Guinea (bandiera) | D     | Mohamed Traoré                      |
|    | Ghana (bandiera)  | C     | Bright Addae                        |

| N. |                    | Ruolo | Calciatore                  |
| -- | ------------------ | ----- | --------------------------- |
|    | Italia (bandiera)  | C     | Pietro Baccolo              |
|    | Francia (bandiera) | C     | Rodrigue Boisfer (capitano) |
|    | Italia (bandiera)  | C     | Federico Di Francesco       |
|    | Italia (bandiera)  | C     | Tommaso Domini              |
|    | Italia (bandiera)  | C     | Gianmarco Giuliacci         |
|    | Italia (bandiera)  | C     | Nicola Malaccari            |
|    | Italia (bandiera)  | C     | Andrea Molinelli            |
|    | Italia (bandiera)  | C     | Michele Moroni              |
|    | Italia (bandiera)  | A     | Giuseppe Caccavallo         |
|    | Italia (bandiera)  | A     | Riccardo Cocuzza            |
|    | Italia (bandiera)  | A     | Vito Falconieri             |
|    | Italia (bandiera)  | A     | Marcello Falzerano          |
|    | Italia (bandiera)  | A     | Cristian Longobardi         |
|    | Italia (bandiera)  | A     | Alessio Luparini            |
|    | Italia (bandiera)  | A     | Nicola Russo                |
|    | Italia (bandiera)  | A     | Salvatore Sandomenico       |
|    | Italia (bandiera)  | A     | Antonio Schetter            |

## Risultati

### Lega Pro Prima Divisione

#### Girone di andata
| 1º settembre 2013 Turno di riposo |  | – |  |  |

| Arbitro: | Illuzzi (Molfetta) |

|                         |           |                |
| Eusepi 44’ Sprocati 60’ | Marcatori | 47’ Caccavallo |

| Arbitro: | Mangialardi (Pistoia) |

|            |           |                     |
| Moroni 31’ | Marcatori | 11’ (rig.) Ginestra |

| Prato 22 settembre 2013, ore 20:45 CEST 4ª giornata | Prato    | 0 – 0 referto | Gubbio | Stadio Lungobisenzio (611 circa spett.)\| Arbitro: \| Bellotti \| |
| Arbitro:                                            | Bellotti |               |        |                                                                   |

| Arbitro: | Tardino (Milano) |

|  |           |                |
|  | Marcatori | 32’ Delvecchio |

| Arbitro: | Capilungo (Lecce) |

|                            |           |                           |
| Benedetti 35’ Gerevini 64’ | Marcatori | 85’ Longobardi 88’ Domini |

| Arbitro: | Fiore (Barletta) |

|                            |           |                              |
| Evacuo 10’ Campagnacci 45’ | Marcatori | 30’ Malaccari 42’ Caccavallo |

| Arbitro: | Serra (Torino) |

|           |           |             |
| López 24’ | Marcatori | 39’ Ferrari |

| Arbitro: | Martinelli (Roma 2) |

|                |           |  |
| Caccavallo 30’ | Marcatori |  |

| Arbitro: | Greco (Seregno) |

|                            |           |            |
| Ferrari 27’ Falconieri 81’ | Marcatori | 89’ Lepore |

| Arbitro: | Lacagnina (Caltanissetta) |

|  |           |           |
|  | Marcatori | 88’ Picci |

| Arbitro: | Giovani (Grosseto) |

|                           |           |  |
| Altobelli 27’ Curiale 59’ | Marcatori |  |

| Arbitro: | Piccinini (Forlì) |

|                      |           |               |
| Benedetti 28’ (aut.) | Marcatori | 43’ Benedetti |

| Arbitro: | Caso (Verona) |

|             |           |                           |
| Pomante 87’ | Marcatori | 7’ Baccolo 42’ Falconieri |

| Arbitro: | Rossi (Rovigo) |

|                          |           |  |
| Luparini 18’ Cocuzza 92’ | Marcatori |  |

| Ascoli Piceno 15 dicembre 2013, ore 14:30 CET 16ª giornata | Ascoli           | 0 – 0 referto | Gubbio | Stadio Del Duca\| Arbitro: \| Rapuano (Rimini) \| |
| Arbitro:                                                   | Rapuano (Rimini) |               |        |                                                   |

| Arbitro: | Fiore (Barletta) |

|                             |           |                 |
| Luparini 83’ Longobardi 95’ | Marcatori | 45’, 57’ Grassi |

#### Girone di ritorno
| 5 gennaio 2014 Turno di riposo |  | – |  |  |

| Arbitro: | Ivano Pezzuto (Lecce) |

|  |           |                                                        |
|  | Marcatori | 5’, 30’ (rig.) Eusepi 21’ Mazzeo 47’ Moscati 59’ Nicco |

| Arbitro: | Aversano (Treviso) |

|                         |           |               |
| Mounard 79’ Gustavo 80’ | Marcatori | 52’ Falzerano |

| Arbitro: | Casaluci (Lecce) |

|               |           |  |
| Falzerano 54’ | Marcatori |  |

| Arbitro: | Morreale (Roma) |

|              |           |                             |
| Ferretti 40’ | Marcatori | 57’ Luparini 81’ Falconieri |

| Arbitro: | Martinelli (Roma 2) |

|                                 |           |  |
| Giallombardo 10’ Caccavallo 25’ | Marcatori |  |

| Arbitro: | Ranaldi (Tivoli) |

|  |           |                                     |
|  | Marcatori | 7’ Mengoni 34’ Signorini 36’ Melara |

| Arbitro: | Marini (Roma 1) |

|               |           |                           |
| Malaccari 43’ | Marcatori | 23’ Abruzzese 42’ Beretta |

| Arbitro: | Formato (Benevento) |

|          |           |  |
| Arma 29’ | Marcatori |  |

| Gubbio 9 marzo 2014, ore 14.30 CET 27ª giornata | Gubbio | 3 – 0 (a tavolino) | Nocerina | Stadio Pietro Barbetti |

| Arbitro: | Mainardi (Bergamo) |

|  |           |                         |
|  | Marcatori | 23’ Falzerano 37’ Addae |

| Arbitro: | Illuzzi (Molfetta) |

|                               |           |                                   |
| Schetter 10’ Falconieri 90+2’ | Marcatori | 5’, 59’ D.Ciofani 90+7’ Blanchard |

| Arbitro: | Baroni (Firenze) |

|               |           |          |
| Germinale 54’ | Marcatori | 62’ Radi |

| Arbitro: | D'Angelo (Ascoli Piceno) |

|  |           |                                            |
|  | Marcatori | 5’ Corapi 28’ (rig.), 41’ De Sousa 60’ Piá |

| Arbitro: | Bichisecchi (Livorno) |

|                        |           |                       |
| De Sena 27’ Grillo 65’ | Marcatori | 38’ Addae 63’ Boisfer |

| Arbitro: | Mastrodonato (Molfetta) |

|               |           |  |
| Falzerano 49’ | Marcatori |  |

| Arbitro: | Pierro (Nola) |

|                                   |           |                |
| Arrighini 18’ Grassi 29’ Pera 70’ | Marcatori | 88’ Falconieri |

### Coppa Italia
| Arbitro: | Olivieri (Palermo) |

|                                               |           |  |
| Falconieri 37’ Caccavallo 47’ Sandomenico 80’ | Marcatori |  |

| Arbitro: | Abbattista (Molfetta) |

|                                       |           |  |
| Di Carmine 34’ Diop 43’ Mezavilla 70’ | Marcatori |  |

### Coppa Italia Lega Pro

#### Primo turno
| Arbitro: | Capraro (Cassino) |

|  |           |           |
|  | Marcatori | 90’ Negri |

## Statistiche

### Statistiche di squadra
| Competizione             | Punti | In casa | In casa | In casa | In casa | In casa | In casa | In trasferta | In trasferta | In trasferta | In trasferta | In trasferta | In trasferta | Totale | Totale | Totale | Totale | Totale | Totale | DR |  |
| Competizione             | Punti | G       | V       | N       | P       | Gf      | Gs      | G            | V            | N            | P            | Gf           | Gs           | G      | V      | N      | P      | Gf     | Gs     | DR |  |
| ------------------------ | ----- | ------- | ------- | ------- | ------- | ------- | ------- | ------------ | ------------ | ------------ | ------------ | ------------ | ------------ | ------ | ------ | ------ | ------ | ------ | ------ | -- |  |
| Lega Pro Prima Divisione | -     | -       | -       | -       | -       | -       | -       | -            | -            | -            | -            | -            | -            | -      | -      | -      | -      | -      | -      |    |  |
| Coppa Italia             | -     | 1       | 1       | 0       | 0       | 3       | 0       | 1            | 0            | 0            | 1            | 0            | 3            | 2      | 1      | 0      | 1      | 3      | 3      | 0  |  |
| Coppa Italia Lega Pro    | -     | 1       | 0       | 0       | 1       | 0       | 1       | 0            | 0            | 0            | 0            | 0            | 0            | 1      | 0      | 0      | 1      | 0      | 1      | -1 |  |
| Totale                   | -     | -       | -       | -       | -       | -       | -       | -            | -            | -            | -            | -            | -            | -      | -      | -      | -      | -      | -      | -  |  |

### Statistiche dei giocatori
- Durante l'anno il tesserato del Gubbio Michele Moroni collezionò tre presenze nella Nazionale Under-20 italiana.

## Giovanili
- Berretti
- Allievi nazionali
- Giovanissimi nazionali

### Organigramma
- Responsabile Settore Giovanile: Riccardo Tumiatti
- Allenatore Berretti: Renzo Tasso